# Gran Premio motociclistico di Gran Bretagna 1989
Il Gran Premio motociclistico di Gran Bretagna 1989 fu la dodicesima gara del motomondiale 1989. Si disputò il 6 agosto 1989 sul circuito di Donington Park e vide le vittorie di Kevin Schwantz nella classe 500, di Sito Pons nella classe 250 e di Hans Spaan nella classe 125. Tra i sidecar si è imposto l'equipaggio Steve Webster/Tony Hewitt.
Al termine della gara è stato assegnato matematicamente il titolo iridato della classe 250 allo spagnolo Sito Pons, al secondo alloro dopo quello dell'anno precedente.

## Classe 500
Da registrare l'esordio nella classe per l'italiano Luca Cadalora che già gareggia anche in classe 250 e che si è visto affidare la Yamaha ex di Freddie Spencer una volta che il pilota statunitense ha annunciato il suo ritiro.
La gara è stata vinta dallo statunitense Kevin Schwantz al suo quarto successo stagionale, davanti ai connazionali Eddie Lawson e Wayne Rainey; la classifica generale vede gli stessi tre piloti alle prime posizioni ma in ordine inverso.

### Arrivati al traguardo

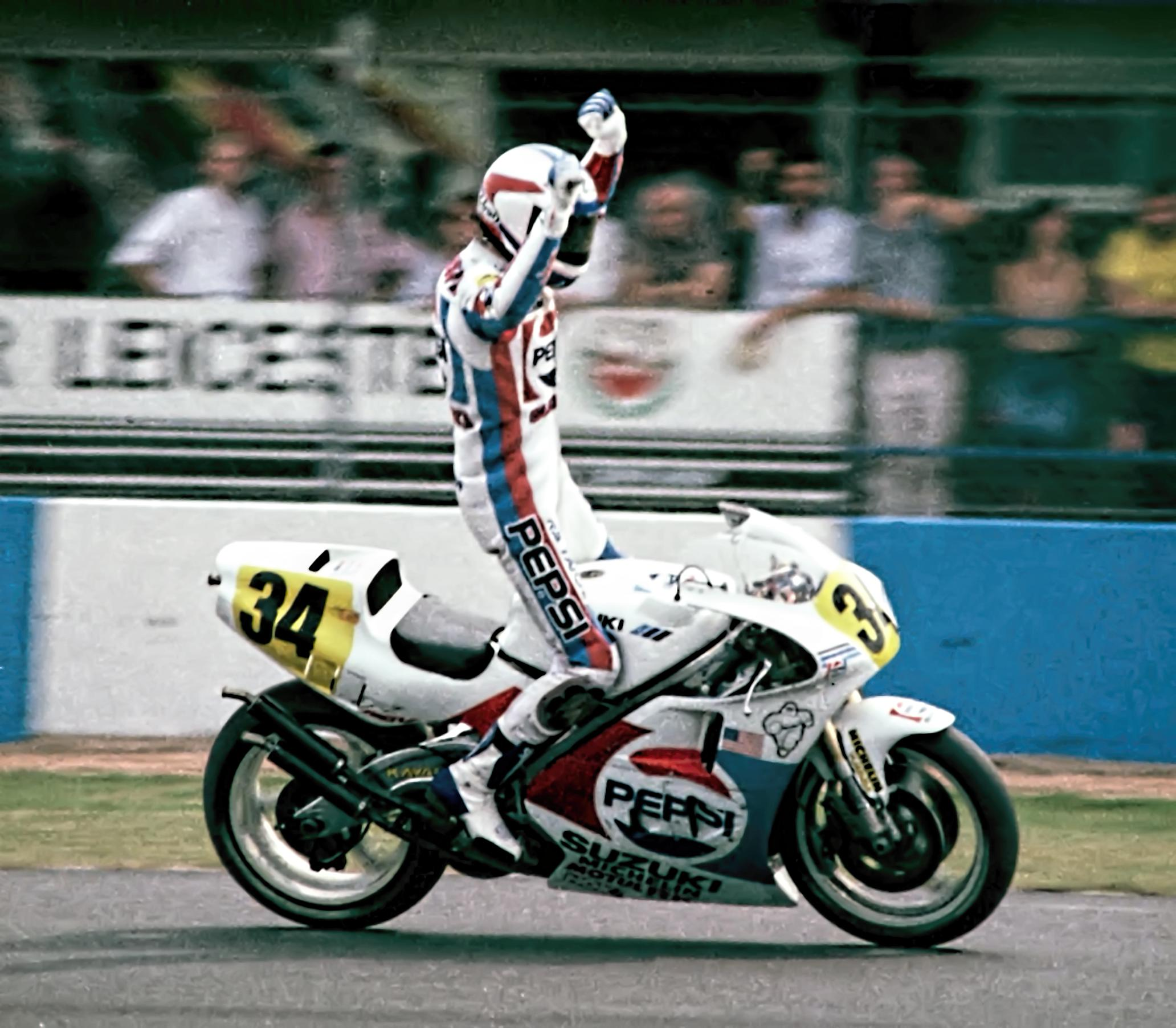
Schwantz festeggia dopo aver vinto la gara della classe 500

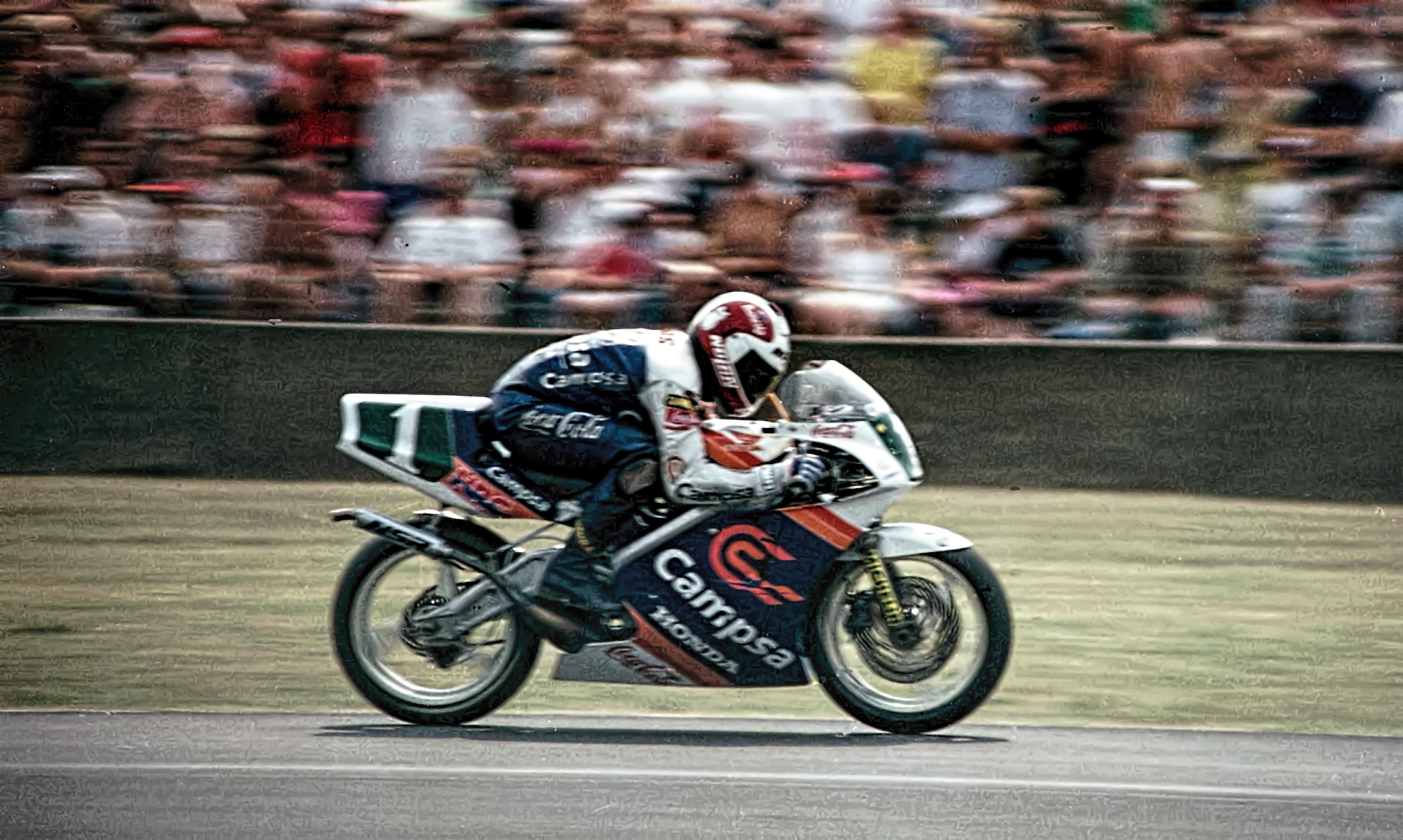
Pons, in sella alla sua Honda, vincitore della gara della classe 250

| Pos. | Nº | Pilota                       | Squadra                                  | Motocicletta | Giri | Tempo     | Griglia | Punti |
| ---- | -- | ---------------------------- | ---------------------------------------- | ------------ | ---- | --------- | ------- | ----- |
| 1    | 34 | Kevin Schwantz               | Suzuki Pepsi Cola                        | Suzuki       | 30   | 47'45.670 | 1       | 20    |
| 2    | 1  | Eddie Lawson                 | Rothmans Kanemoto Honda                  | Honda        | 30   | +0.970    | 2       | 17    |
| 3    | 3  | Wayne Rainey                 | Lucky Strike Roberts                     | Yamaha       | 30   | +8.600    | 3       | 15    |
| 4    | 6  | Niall Mackenzie              | Marlboro Yamaha Team Agostini            | Yamaha       | 30   | +10.940   | 6       | 13    |
| 5    | 4  | Christian Sarron             | Sonauto Gauloises Blondes Yamaha Mobil 1 | Yamaha       | 30   | +28.310   | 4       | 11    |
| 6    | 5  | Kevin Magee                  | Lucky Strike Roberts                     | Yamaha       | 30   | +38.490   | 8       | 10    |
| 7    | 8  | Ron Haslam                   | Suzuki Pepsi Cola                        | Suzuki       | 30   | +47.360   | 9       | 9     |
| 8    | 53 | Luca Cadalora                | Marlboro Yamaha Team Agostini            | Yamaha       | 30   | +51.770   | 5       | 8     |
| 9    | 9  | Pierfrancesco Chili          | HB Honda Gallina                         | Honda        | 30   | +1'27.710 | 7       | 7     |
| 10   | 10 | Robert McElnea               | Cabin Racing                             | Honda        | 29   | +1 giro   | 11      | 6     |
| 11   | 84 | Fred Merkel                  | HB Honda Gallina                         | Honda        | 29   | +1 giro   | 14      | 5     |
| 12   | 17 | Roger Burnett                | Rothmans Honda                           | Honda        | 29   | +1 giro   | 13      | 4     |
| 13   | 32 | Marco Gentile                | Fior Marlboro                            | Fior         | 29   | +1 giro   | 15      | 3     |
| 14   | 54 | Fabio Biliotti               | Racing Team Katayama                     | Honda        | 29   | +1 giro   | 20      | 2     |
| 15   | 36 | Simon Buckmaster             | Racing Team Katayama                     | Honda        | 28   | +2 giri   | 17      | 1     |
| 16   | 16 | Marco Papa                   | Team Greco                               | Paton        | 28   | +2 giri   | 23      |       |
| 17   | 51 | Robert Holden                |                                          | Honda        | 28   | +2 giri   | 26      |       |
| 18   | 24 | Bruno Kneubühler             | Romer Racing Suisse                      | Honda        | 28   | +2 giri   | 27      |       |
| 19   | 47 | Claude Albert                |                                          | Suzuki       | 28   | +2 giri   | 22      |       |
| 20   | 37 | Andreas Leuthe               | Librenti Corse                           | Suzuki       | 28   | +2 giri   | 30      |       |
| 21   | 35 | Josef Doppler                |                                          | Honda        | 28   | +2 giri   | 29      |       |
| 22   | 33 | Fernando González De Nicolás | Club Motocross Pozuelo                   | Honda        | 28   | +2 giri   | 31      |       |
| 23   |    | Peter Graves                 |                                          | Honda        | 27   | +3 giri   | 36      |       |

### Ritirati
| Nº | Pilota               | Squadra                | Motocicletta | Giri | Griglia |
| -- | -------------------- | ---------------------- | ------------ | ---- | ------- |
| 56 | Cees Doorakkers      | HRK Motors             | Honda        | 28   | 19      |
| 38 | Nicholas Schmassmann | FMS                    | Honda        | 20   | 25      |
| 49 | Mark Phillips        |                        | Suzuki       | 14   | 32      |
| 44 | Ian Pratt            | Racing Team Katayama   | Honda        | 13   | 33      |
| 2  | Wayne Gardner        | Rothmans Honda         | Honda        | 12   | 10      |
| 15 | Alessandro Valesi    | Team Iberia            | Yamaha       | 8    | 21      |
| 46 | Rachel Nicotte       |                        | Chevallier   | 8    | 16      |
|    | John Mossey          |                        | Honda        | 8    | 34      |
| 52 | Alan Carter          |                        | Honda        | 7    | 18      |
| 30 | Juan López Mella     | Club Motocross Pozuelo | Honda        | 6    | 24      |
|    | David Crampton       |                        | Suzuki       | 3    | 35      |
| 7  | Dominique Sarron     | ROC Elf Honda          | Honda        | 2    | 12      |

## Classe 250
Pur mancando ancora tre gare al termine della stagione, lo spagnolo Sito Pons, vincitore anche della gara, grazie ai suoi 66 punti di vantaggio sullo svizzero Jacques Cornu, qui giunto al quarto posto, ottiene la certezza matematica del suo secondo titolo mondiale consecutivo.

### Arrivati al traguardo
| Pos. | Nº | Pilota                    | Motocicletta | Tempo    | Griglia | Punti |
| ---- | -- | ------------------------- | ------------ | -------- | ------- | ----- |
| 1    | 1  | Sito Pons                 | Honda        | 43.06.81 | 4       | 20    |
| 2    | 5  | Reinhold Roth             | Honda        | 43.13.46 | 6       | 17    |
| 3    | 9  | Masahiro Shimizu          | Honda        | 43.14.19 | 8       | 15    |
| 4    | 3  | Jacques Cornu             | Honda        | 43.14.44 | 5       | 13    |
| 5    | 13 | Loris Reggiani            | Honda        | 43.19.87 | 3       | 11    |
| 6    | 2  | Juan Garriga              | Yamaha       | 43.21.08 | 2       | 10    |
| 7    | 17 | Helmut Bradl              | Honda        | 43.26.35 | 11      | 9     |
| 8    | 10 | Carlos Lavado             | Aprilia      | 43.44.65 | 14      | 8     |
| 9    | 33 | Gary Cowan                | Yamaha       | 43.45.69 | 9       | 7     |
| 10   | 32 | Wilco Zeelenberg          | Honda        | 43.47.88 | 20      | 6     |
| 11   | 14 | Martin Wimmer             | Aprilia      | 43.50.96 | 10      | 5     |
| 12   | 35 | Stefano Caracchi          | Honda        | 43.54.13 | 19      | 4     |
| 13   | 25 | Alex Barros               | Yamaha       | 43.57.04 | 25      | 3     |
| 14   | 38 | Jochen Schmid             | Honda        | 43.57.67 | 29      | 2     |
| 15   | 43 | Adrien Morillas           | Yamaha       | 43.57.88 | 26      | 1     |
| 16   | 30 | Alberto Puig              | Yamaha       | 43.58.60 | 13      |       |
| 17   | 40 | Daniel Amatriaín          | Honda        | 44.05.23 | 33      |       |
| 18   | 46 | Hans Becker               | Honda        | 44.17.07 | 23      |       |
| 19   | 20 | Harald Eckl               | Aprilia      | 44.18.54 | 28      |       |
| 20   | 45 | Alain Bronec              | Aprilia      | 44.21.46 | 37      |       |
| 21   | 16 | August Auinger            | Yamaha       | 44.21.75 | 34      |       |
| 22   | 15 | Manfred Herweh            | Yamaha       | 44.38.98 | 16      |       |
| 23   | 23 | Andreas Preining          | Aprilia      | 44.40.06 | 27      |       |
| 24   | 50 | Patrick van den Goorbergh | Yamaha       | 44.40.75 | 35      |       |
| 25   | 49 | Bernard Haenggeli         | Yamaha       | 1 giro   | 30      |       |
| 26   | 48 | Maurizio Vitali           | Honda        | 1 giro   | 31      |       |
| 27   | 41 | Jean-François Baldé       | Yamaha       | 1 giro   | 36      |       |

### Ritirati
| Pilota             | Motocicletta | Griglia |
| ------------------ | ------------ | ------- |
| Luca Cadalora      | Yamaha       | 1       |
| Carlos Cardús      | Honda        | 7       |
| Didier de Radiguès | Aprilia      | 12      |
| Renzo Colleoni     | Aprilia      | 15      |
| Toshihiko Honma    | Yamaha       | 18      |
| Fausto Ricci       | Aprilia      | 21      |
| Paolo Casoli       | Honda        | 22      |
| Alberto Rota       | Aprilia      | 24      |
| Kevin Mitchell     | Yamaha       | 32      |

### Non partito
| Pilota               | Motocicletta | Griglia |
| -------------------- | ------------ | ------- |
| Jean-Philippe Ruggia | Yamaha       | 17      |

## Classe 125
La classifica generale della 125 è quella più incerta con tre piloti racchiusi in 10 punti a solo due gare dal termine della stagione: in testa c'è ancora l'italiano Ezio Gianola, terzo all'arrivo, con due punti di vantaggio sullo spagnolo Àlex Crivillé, secondo al traguardo e 10 punti sull'olandese Hans Spaan che ha ottenuto peraltro in questa occasione il suo quarto successo dell'anno.

### Arrivati al traguardo
| Pos. | Nº | Pilota             | Motocicletta | Tempo    | Griglia | Punti |
| ---- | -- | ------------------ | ------------ | -------- | ------- | ----- |
| 1    | 3  | Hans Spaan         | Honda        | 42.10.64 | 1       | 20    |
| 2    | 28 | Àlex Crivillé      | JJ Cobas     | 42.19.43 | 2       | 17    |
| 3    | 2  | Ezio Gianola       | Honda        | 42.23.31 | 3       | 15    |
| 4    | 8  | Stefan Prein       | Honda        | 42.26.86 | 6       | 13    |
| 5    | 11 | Hisashi Unemoto    | Honda        | 42.57.97 | 7       | 11    |
| 6    | 5  | Domenico Brigaglia | Garelli      | 43.07.85 | 15      | 10    |
| 7    | 41 | Doriano Romboni    | Honda        | 43.08.14 | 12      | 9     |
| 8    | 22 | Fausto Gresini     | Garelli      | 43.08.56 | 9       | 8     |
| 9    | 7  | Adi Stadler        | Honda        | 43.09.66 | 16      | 7     |
| 10   | 40 | Robin Appleyard    | Honda        | 43.10.27 | 11      | 6     |
| 11   | 18 | Koji Takada        | Honda        | 43.18.64 | 10      | 5     |
| 12   | 15 | Luis Miguel Reyes  | Honda        | 43.25.89 | 36      | 4     |
| 13   | 43 | Dirk Raudies       | Honda        | 43.27.50 | 30      | 3     |
| 14   | 36 | Bady Hassaine      | Honda        | 43.29.35 | 24      | 2     |
| 15   | 47 | Flemming Kistrup   | Honda        | 43.37.87 | 17      | 1     |
| 16   | 4  | Julián Miralles    | Derbi        | 43.38.31 | 25      |       |
| 17   | 51 | Steve Patrickson   | Honda        | 43.38.82 | 20      |       |
| 18   | 17 | Heinz Lüthi        | Honda        | 43.42.40 | 23      |       |
| 19   | 39 | Herri Torrontegui  | Honda        | 43.42.65 | 8       |       |
| 20   | 49 | Josef Fischer      | Honda        | 43.57.62 | 32      |       |
| 21   |    | Manuel Hernández   | Honda        | 1 giro   | 27      |       |
| 22   |    | Hervé Duffard      | Honda        | 1 giro   | 29      |       |
| 23   |    | Rob Orme           | Honda        | 1 giro   | 33      |       |
| 24   | 19 | Johnny Wickström   | Honda        | 1 giro   | 34      |       |
| 25   | 33 | Hubert Abold       | Rotax        | 1 giro   | 28      |       |
| 26   | 30 | Mike Leitner       | LCR          | 1 giro   | 26      |       |
| 27   | 52 | Alan Patterson     | Honda        | 4 giri   | 31      |       |

### Ritirati
| Pilota            | Motocicletta | Griglia |
| ----------------- | ------------ | ------- |
| Jorge Martínez    | Derbi        | 4       |
| Allan Scott       | Honda        | 5       |
| Alex Bedford      | EMC          | 13      |
| Robin Milton      | Honda        | 14      |
| Ralf Waldmann     | Seel         | 18      |
| Corrado Catalano  | Gazzaniga    | 19      |
| Bruno Casanova    | Aprilia      | 21      |
| Stefan Dörflinger | Krauser      | 22      |
| Trevor Manley     | Honda        | 35      |

## Classe sidecar

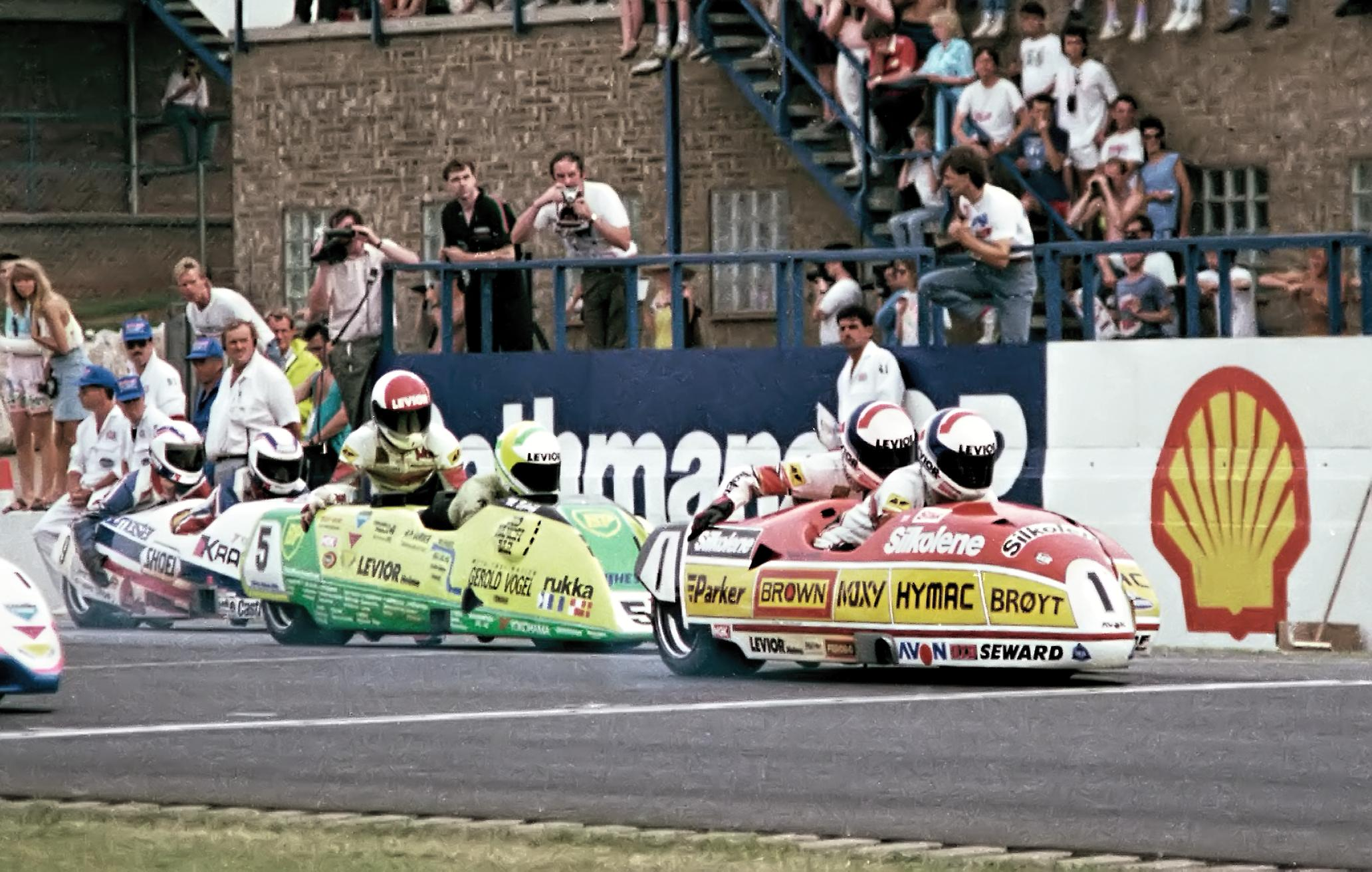
I sidecar sulla griglia di partenza

In una gara decisa principalmente dalla tenuta delle gomme, vince l'equipaggio leader del mondiale Steve Webster-Tony Hewitt, mentre il secondo posto va ai diretti concorrenti Egbert Streuer-Geral de Haas. Con questo successo Webster ha ora 115 punti in classifica, mentre Streuer è a 103, Biland a 85 e Michel a 79; restano solo due gare da disputare.

### Arrivati al traguardo (posizioni a punti)
Fonti:
| Pos | Pilota           | Passeggero       | Sidecar       | Tempo    | Punti |
| --- | ---------------- | ---------------- | ------------- | -------- | ----- |
| 1   | Steve Webster    | Tony Hewitt      | LCR-Krauser   | 40'20"09 | 20    |
| 2   | Egbert Streuer   | Geral de Haas    | LCR-Yamaha    | +11"22   | 17    |
| 3   | Rolf Biland      | Kurt Waltisperg  | LCR-Krauser   | +14"98   | 15    |
| 4   | Alain Michel     | Jean-Marc Fresc  | LCR-Krauser   | +17"15   | 13    |
| 5   | Markus Egloff    | Gavin Simmons    | SMS-Yamaha    | +1'04"95 | 11    |
| 6   | Fritz Stölzle    | Hubert Stölzle   | LCR-Krauser   | +1'08"13 | 10    |
| 7   | Barry Brindley   | Graham Rose      | Fowler-Yamaha |          | 9     |
| 8   | René Progin      | Yvan Hunziker    | LCR-Krauser   |          | 8     |
| 9   | Billy Gällros    | Julian Tailford  | ?-Yamaha      |          | 7     |
| 10  | Theo van Kempen  | Simon Birchall   | LCR-Krauser   |          | 6     |
| 11  | Ray Gardner      | Tony Strevens    | LCR-Krauser   |          | 5     |
| 12  | Kenny Howles     | Steve Pointer    | LCR-Krauser   |          | 4     |
| 13  | Yvan Nigrowsky   | Jacques Corbier  | LCR-JPX       |          | 3     |
| 14  | Wolfgang Stropek | Steve Campbell   | LCR-Krauser   |          | 2     |
| 15  | Tony Baker       | Trevor Hopkinson | LCR-Krauser   |          | 1     |